# Integrirano vezje
Integrirano vezje (tudi čip) je mikrovezje, sestavljeno iz množice elektronskih elementov, ki so na skupnem substratu iz polprevodniškega materiala med seboj povezani v električno vezje. Vezje vsebuje poleg aktivnih (tranzistor, dioda,...) tudi pasivne elemente (upor,kondenzator...).
Integrirano vezje se po izdelavi vgradi v ohišje tej celoti pa pravimo čip. Beseda čip izhaja iz ameriškega računalniškega slenga in pomeni silicijevo rezino.
Izdelava integriranih vezij je postala mogoča ko so prišli do odkritja, da lahko polprevodniki opravljajo enako nalogo kot vakumske cevi. Prednost polprevodniških materialov od vakuumskih cevi je predvsem njihova majhnost in relativno enostavna izdelava v velikem številu.
Na integrirano vezje vplivata dva zelo pomembna dejavnika. To sta cena in učinkovitost. Cena je glede na količino izdelanih vezij izredno nizka saj je možno v relativno kratkem času izdelati veliko količino IV (Integrirano Vezje). Najdražji je razvoj IV vendar se stroški razvoja porazdelijo na veliko količino izdelanih IV. Drug pomemben dejavnik je učinkovitost, ki se z razvojem tehnologije povečuje. Tako postajajo tranzistorji vedno hitrejši njihova poraba se zmanjšuje samo vezje pa postaja vedno manjše. O tem govori Moorov zakon, ki pravi, da se vsaki dve leti število tranzistorjev v IV podvoji.
Med najbolj napredna integrirana vezja spadajo mikroprocesorji, ki jih danes najdemo v računalnika pa vse do mikrovalovne pečice.

## Vrste integriranih vezij
- Monolitna integrirana vezja
- Tankoplastna integrirana vezja
- Debeloplastna integrirana vezja
- Hibridna integrirana vezja

## Delitev integriranih vezij

### Glede na substrat
Pri monolitnih integriranih vezjih se uporablja polprevodniški substrat na osnovi Si(silicij) in GaAs. Pri tankoplastnih in debeloplastnih vezjih pa se uporablja pasivni substrat na osnovi stekla in keramike.

### Glede na obliko tranzistorjev
- bipolarna integrirana vezja z bipolarnimi tranzistorji, upori in kondenzatorji
- MOS integrirana vezja z MOS FET tranzistorji in kondenzatorji
- Bi/MOS kombinirana integrirana vezja z bipolarnimi in MOS FET tranzistorji, upori in kondenzatorji

### Glede na delovanje vezja
- digitalna IV
- analogna IV
- vezja za mešane signale

### Glede na število elementov
- majhna integrirana vezja: do 100 elementov
- srednje velika vezja: do 1000 elementov
- velika vezja: do 10.000 elementov
- zelo velika vezja: 1.000.000 ali več elementov

## Tehnološki postopki

### Oksidacija
Je postopek s katerim Si rezino zaščitimo pred zunanjimi v vplivi. Postopek oksidacije poteka v peči ob prisotnosti kisika. Poznamo dva postopka oksidacije:
- suha oksidacija kjer je prisoten samo kisik
- vlažna oksidacija kjer je poleg kisika prisotna tudi vodna para

Najpogosteje se uporablja kombinacija obeh. Pri sami oksidaciji se kisik veže s silicijem in tako nastane silicijev oksid. Nastane plast ki zaščiti rezino. Na začetku je oksidacija hitra nato pa vedno bolj počasnejša saj morajo atomi kisika prepotovati že nastalo oksidno plast.

### Difuzija primesi
Postopek poteka v peči pri visoki temperaturi. Je postopek s katerim v kristalno strukturo Si vstavimo ionizirane atome donerskih in akceptorskih primesi. Ločimo dva postopka:
- difuzija ob konstantnem pritoku primesi
- difuzija pri omejenem viru primesi

Atome primesi prinese v peč nosilni plin dušik. Ta najde primesi v tekoči skozi katero potuje(POCl3, BBr3).

### Ionska implantacija
Ionska implantacija je postopek, ki v veliki meri nadomešča difuzijo primesi. V tem postopku ione primesi v električnem polju pospešimo in jih tako implantiramo v kristalno strukturo Si.

### Metalizacija
Metalizacija je naparevanje Al (aluminij) na Si rezino. Al je enakomerno naparjen po celotni površini rezine zato je porebno odvečni Al odstraniti s fotolitografskim postopkom. Zadnji postopek metalizacije je sitranje, ta omogoča zlitje Al in Si. Na ta način zmanjšamo kontaktno upornost.

### Fotolitografija
Uporabljamo jo za oblikovanje oksidne maske za postopek difuzije primesi ali za oblikovanje kontaktov in povezav po metalizaciji.
Oksidirano ploščo prevlečemo s fotoimulzijo. To nato osvetlimo preko steklene maske in jo fotografsko razvijemo. Osvetljena področja ostanejo neosvetljena pa odstranimo. Za osvetljevanje se je včasih uporabljala UV svetloba, ker pa je tehnologija napredovala in je postajala vedno manjša je valovna dolžina te svetlobe postale predolga zato se zdaj uporablja X žarke, ki imajo krajšo valovno dolžino. Tako dobimo zaščitene in nezaščitene dele oksidne plasti. Dele, ki niso zaštiteni nato odjedkamo s fluorovodikovo kislino, tako dobimo področje na katerem lahko uporabimo difuzijo primesi ali ionsko implantacijo.

### Epitaksija
Postopek poteka v peči kjer je prisoten plin tetraklorid (SiCl4) ali silan (SiH4). Pri tem se iz plina izloča Si in se vgrajuje v monokristalno mrežo nastajajoče Si plasti. Ta lahko raste le na podlagi iz monokristalnega Si.

### Depozicia polikristalnega silicija na SiO2
Je postopek s katerim nadomestimo kovinsko elektrodo s silicijevo. Saj ima ta nekatere fizikalne lastnosti boljše od kovinske elektrode.

## Elementi integriranih vezij
- MOS tranzitor
- bipolarni tranzistor
- Schottky-jevi elementi
- spojni FET
- dioda
- upor
- kondenzator

## Proizvajalci
- Agere Systems
- Agilent Technologies
- Alcatel
- Altera
- AMD (Advanced Micro Devices)
- Analog Devices
- ATI Technologies (Array Technologies Incorporated)
- Atmel
- Broadcom
- Commodore Semiconductor Group
- Cypress Semiconductor
- Elpida Memory
- Fairchild Semiconductor
- Freescale Semiconductor
- Fujitsu
- Genesis Microchip
- GMT Microelectronics
- Hitachi, Ltd.
- Horizon Semiconductors
- IBM (International Business Machines)
- Infineon Technologies
- Integrated Device Technology
- Intel
- Intersil
- Lattice Semiconductor
- Linear Technology
- LSI Logic
- Maxim IC
- Marvell Technology Group
- Microchip Technology Proizvajalec PIC mikrokontrolerjev.
- MicroSystems International
- MOS Technology
- Mostek
- National Semiconductor
- Nordic Semiconductor (znan tudi kot Nordic VLSI)
- NEC Electronics Arhivirano 2010-03-24 na Wayback Machine.
- NVIDIA
- NXP Semiconductors (nekdanji Philips)
- Parallax Inc.
- PMC-Sierra
- Realtek Semiconductor Group Arhivirano 2005-04-24 na Wayback Machine.
- Renesas Technology
- Rohm
- Samsung Electronics
- SmartCode Corp.
- SMSC Arhivirano 2007-07-12 na Wayback Machine.
- Silicon Optix Inc. Arhivirano 2004-09-03 na Wayback Machine.
- STMicroelectronics (nekdanji SGS Thomson)
- Texas Instruments
- Toshiba
- TSMC (Taiwan Semiconductor Manufacturing Company)
- VIA Technologies
- Xilinx
- ZiLOG